# Yakuri-ji
Le Yakuri-ji (八栗寺) est un temple bouddhiste Shingon situé sur le mont Goken, à Takamatsu dans la préfecture de Kagawa au Japon. C'est le 85e des 88 temples de la route du pèlerinage de Shikoku. Il aurait été fondé en 829 (6e année de l'ère Tenchō) par le prêtre Kūkai.

## Source de la traduction
- (de) Cet article est partiellement ou en totalité issu de l’article de Wikipédia en allemand intitulé « Yakuri-ji » (voir la liste des auteurs).

- Yakuri-ji sur OpenStreetMap